# Síkvölgypuszta
Síkvölgypuszta Tatabánya egyik külterülete.
Síkvölgypuszta a város keleti részén helyezkedik el, 7 km-re a városközponttól, a Vértes északi lábánál. Legkönnyebben Bánhida felől közelíthető meg közúton. A T-Busz 6-os, 16-os és 26-os számú helyi járatával kapcsolódik Tatabányához.
A területet Tatabánya pihenőövezetének nevezhetjük, hiszen az itt található, ma már használaton kívüli bányató körül számos hétvégi ház, üdülő található. Családi pihenőhely, horgászási lehetőséggel.
A környéken számos kis forrás található, de sajnos a bányaművelés és a modern beépítés, feltöltés miatt ma csak egy alig 80 m²-nyi eredeti forrásláprét maradt meg, valamit kb. 1 ha-nyi másodlagos égeres láperdő található itt.
E területen található a Komárom-Esztergom Megyei Mentálhigiénés és Rehabilitációs Intézmény is.